# Meyerasaurus
Meyerasaurus es un género extinto de romaleosáurido descubierto en Holzmaden, en Baden-Wurtemberg al sureste de Alemania.

## Descripción
Meyerasaurus es conocido del holotipo SMNS 12478, un esqueleto articulado y completo que preserva el cráneo, expuesto en vista ventral. El cráneo tiene una longitud de 37 centímetros, y el animal completo medía unos 3,35 metros de largo. Fue recuperado en la subzona del ammonite Harpoceras elegantulum-falciferum y también en la zona de Harpoceras falcifer, del conocido lagerstätte del Esquisto de Posidonia, datando de principios del Toarciano en el Jurásico inferior, hace cerca de 183-180 millones de años.

## Etimología
Meyerasaurus fue nombrado originalmente por Adam S. Smith y Peggy Vincent en 2010 y la especie tipo es Meyerasaurus victor. Fue originalmente clasificado como una especie de Plesiosaurus, más tarde fue considerado como una segunda especie de Thaumatosaurus (un nombre ahora no reconocido, que significa "reptil maravilloso") y posteriormente como una especie de Eurycleidus o de Rhomaleosaurus. El nombre del género es en homenaje al paleontólogo alemán Hermann von Meyer por proponer el nombre genérico Thaumatosaurus.

## Galería

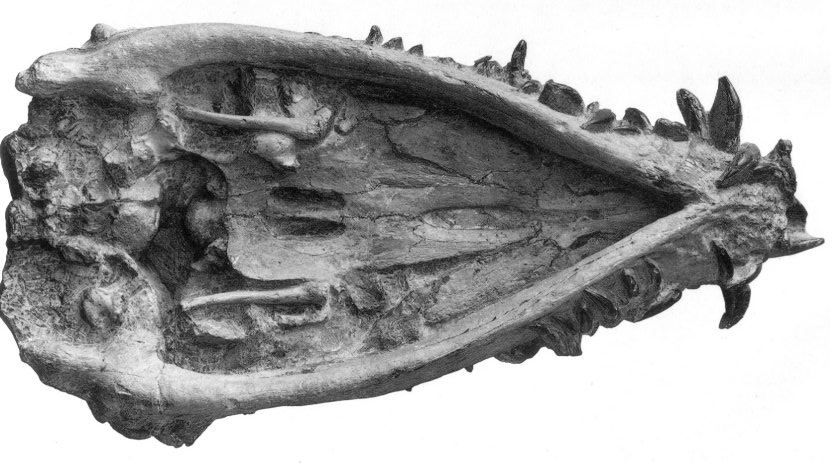
Cráneo del holotipo.
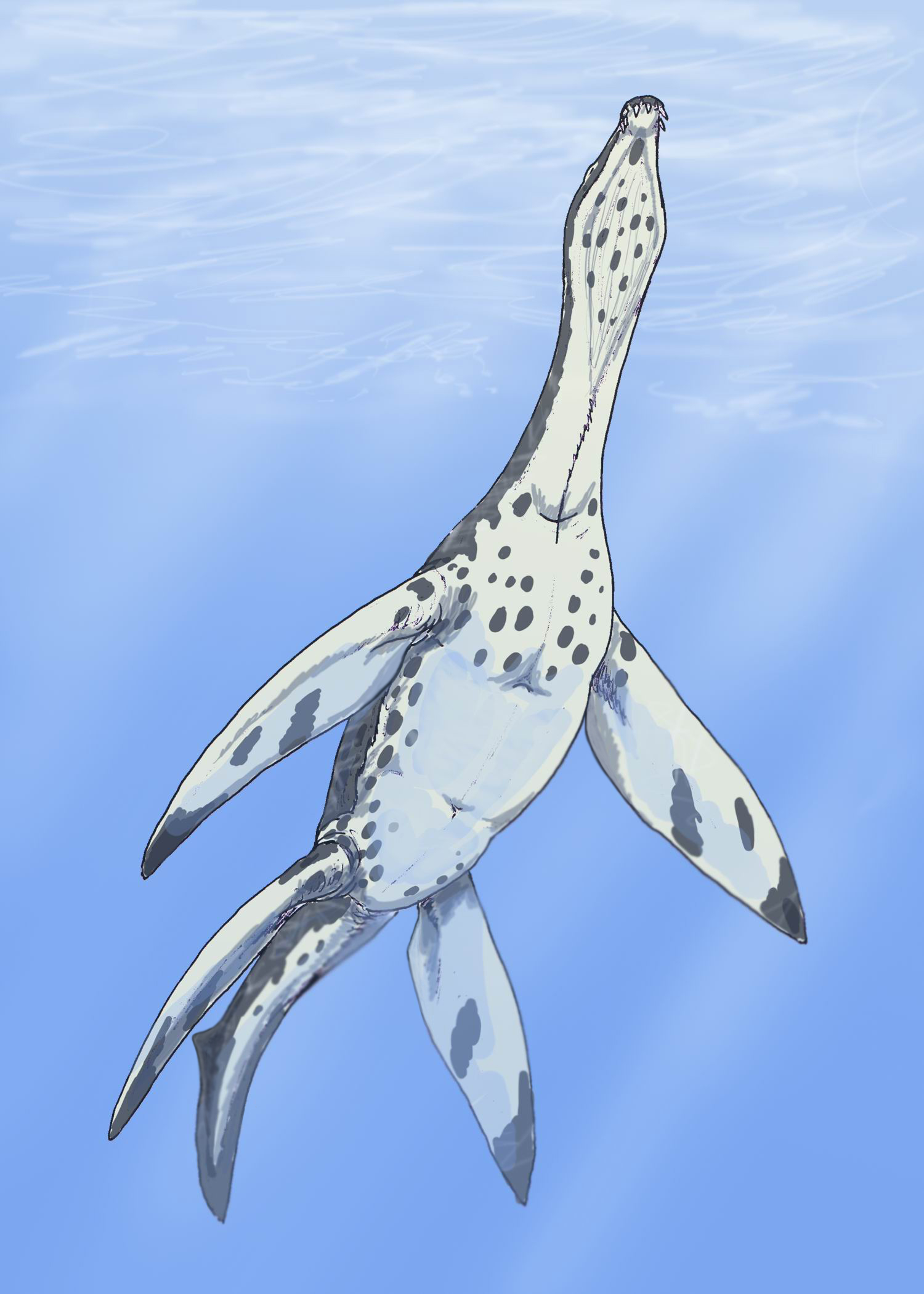
Recreación de M. victor.